# Heterusia frugalis
Heterusia frugalis är en fjärilsart som beskrevs av Paul Dognin 1909. Heterusia frugalis ingår i släktet Heterusia och familjen mätare. Inga underarter finns listade i Catalogue of Life.